# Mirror Cube

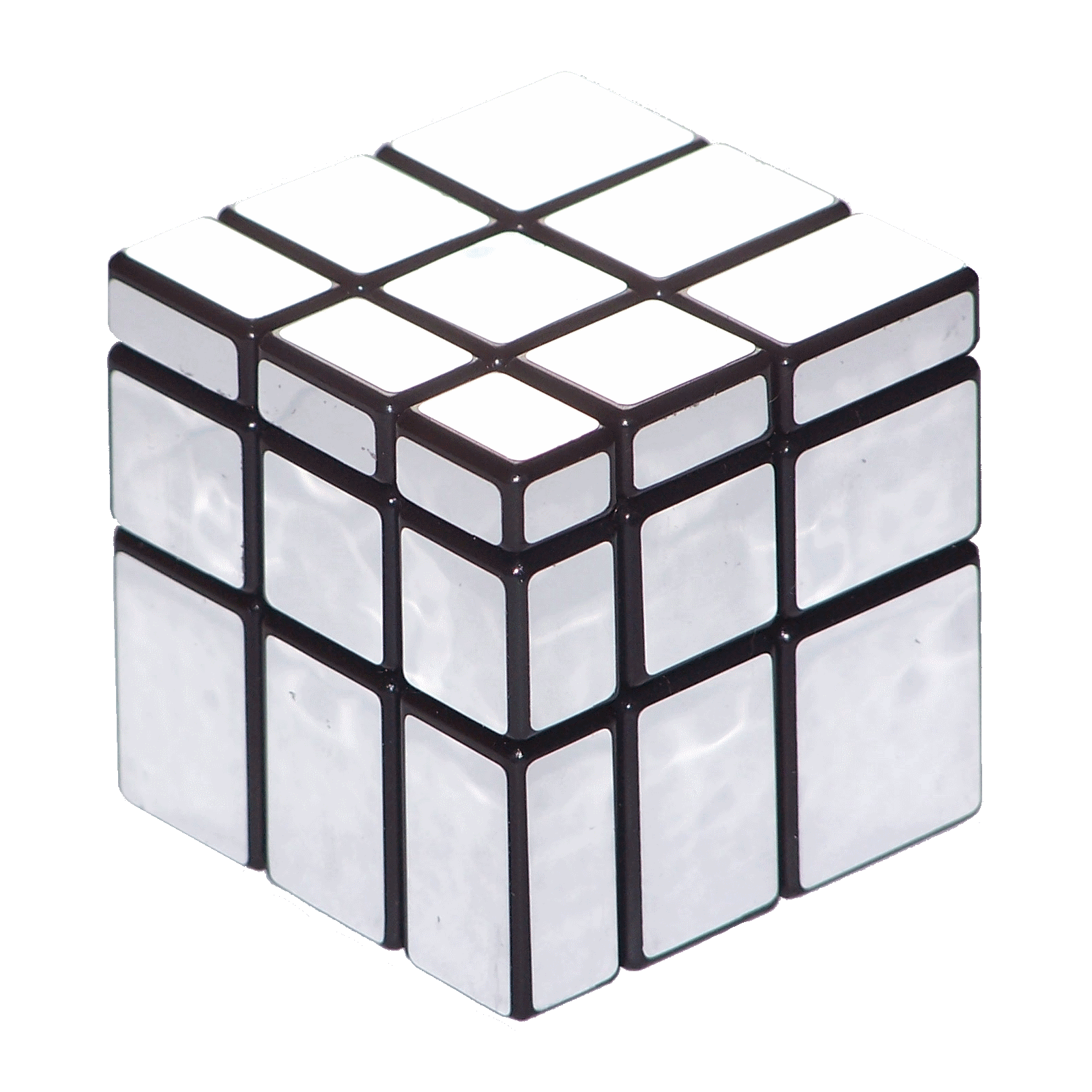
Gelöster Mirror Cube

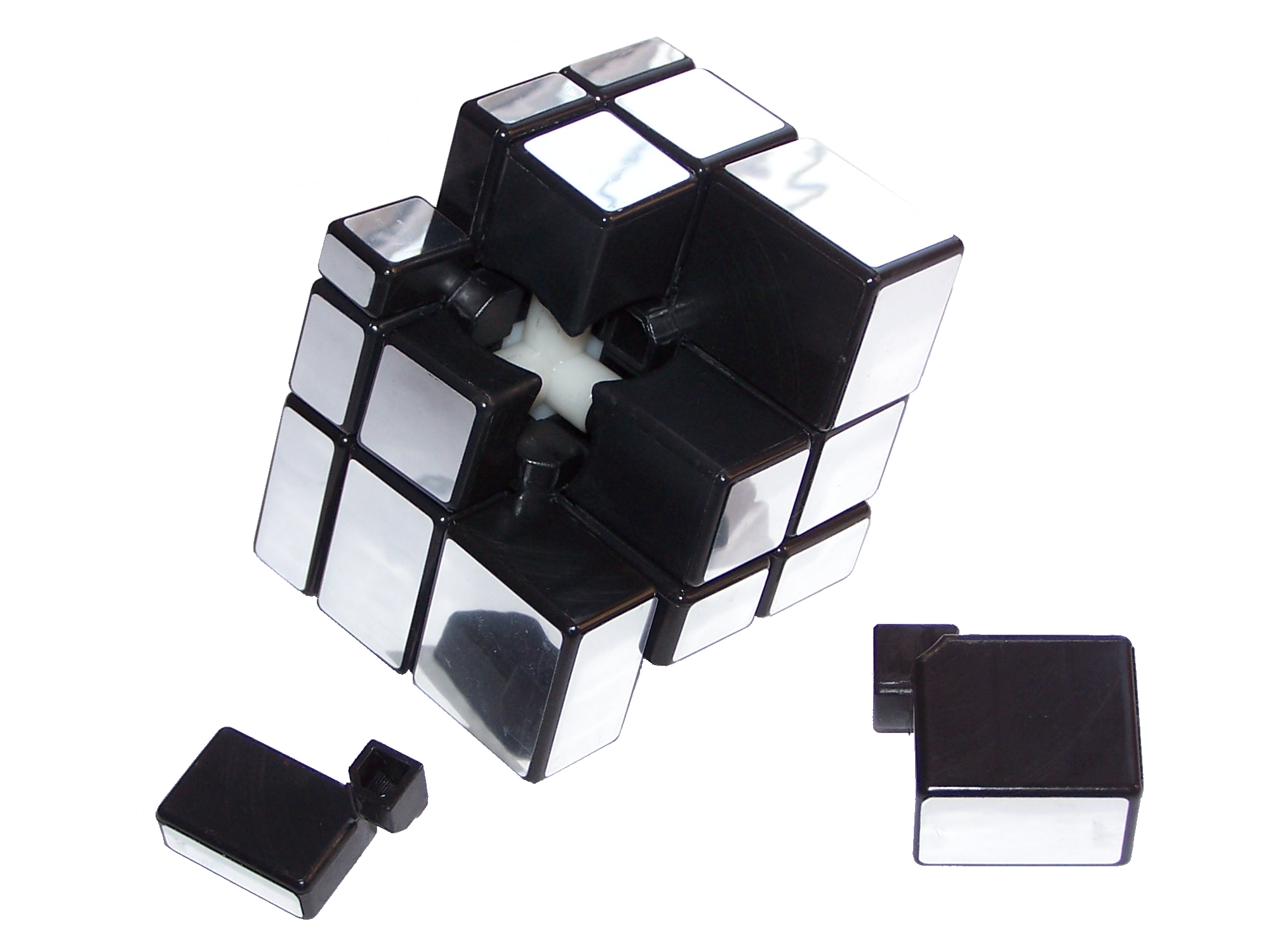
Geöffneter Mirror Cube

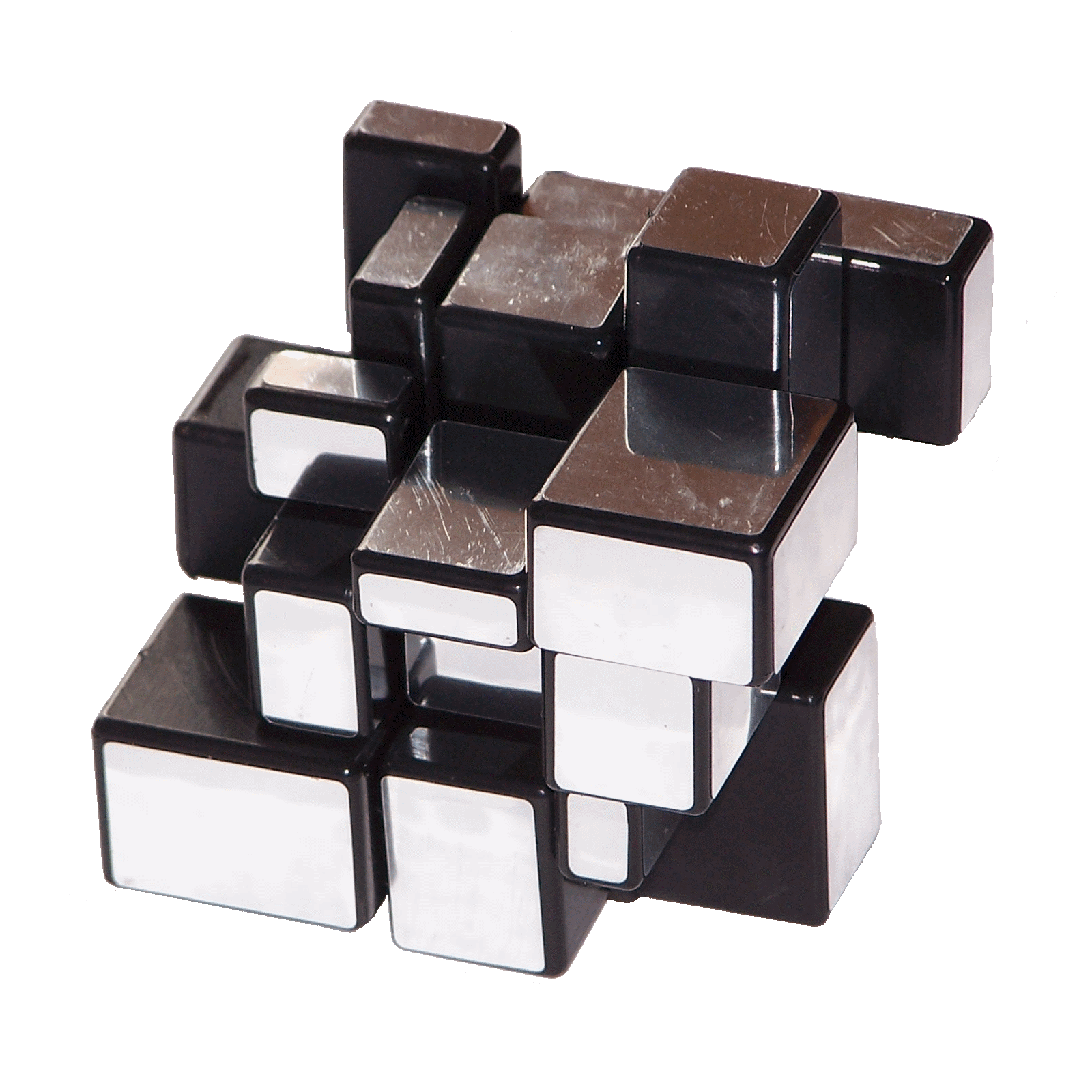
Ungelöster Mirror Cube

Der Mirror Cube, auch bekannt als Mirror Blocks und Bump Cube, ist eine modifizierte Form des normalen 3x3x3 Zauberwürfels und wurde 2006 erfunden. Der Mechanismus des Würfels ist nahezu identisch, mit dem 3x3x3, allerdings unterscheidet er sich von ihm, indem dass alle Teile dieselbe Farbe (typischerweise reflektierendes Gold oder Silber) und unterschiedliche Größen haben.

## Aussehen
Der Mirror Cube hat typischerweise dieselbe Farbe auf allen Seiten, meistens reflektierendes Gold oder Silber. Es gibt allerdings auch Varianten, die eine andere Farbe haben oder sogar auf jeder Seite unterschiedliche Farben haben. Jedes Teil des Würfels ist Quaderförmig, aber hat unterschiedliche Seitenlängen. Die Mittelsteine sind die einzigen Steine mit einer quadratischen Grundfläche.

## Lösen
Genauso wie der Fisher Cube und die Mastermorphix hat auch der Mirror Cube die 3x3x3 Form, was bedeutet, dass man ihn mit derselben Methode, wie einen 3x3x3 Zauberwürfel, lösen kann. Die World Cube Association erfasst keine Rekorde im schnellsten Lösen dieses Würfels, es wurden jedoch viele inoffizielle Weltrekorde in dieser Disziplin aufgestellt, den aktuellen Rekord hält Gabriel Marczak mit 7,87 Sekunden.

## Varianten
Es wurden viele Varianten des Mirror Cubes erfunden, die ein anderes Farbschema oder eine andere Grundform haben. Mirror Cube Varianten vom 2x2x2, 4x4x4, 5x5x5, Pyraminx, Skewb, Square-1, Kilominx und Fisher Cube wurden massenproduziert.

## Geschichte
2006 wurde der Bump Cube, so sein ursprünglicher Name, vom japanischen Puzzle-Designer Hidetoshi Takeji erfunden. 2008 wurde der Würfel massenproduziert und unter dem Namen Mirror Blocks vermarktet.